# Кодакское
Кодакское (укр. Кодацьке) — село,
Великомихайловский сельский совет,
Синельниковский район,
Днепропетровская область,
Украина.
Код КОАТУУ — 1224881005. Население по переписи 2001 года составляло 92 человека.

## Географическое положение
Село Кодакское находится на левом берегу реки Средняя Терса,
ниже по течению на расстоянии в 1 км расположено село Заячье,
на противоположном берегу — село Великомихайловка.
Примыкает к селу Киевское.
Река в этом месте пересыхает, на ней сделано несколько запруд.